# 东方巨龟苑
东方巨龟苑是位于中华人民共和国河北省石家庄市平山县内的一处国家4A级旅游景区，以及中国北方最大的高科技甲鱼养殖基地。同时也是河北省国防教育基地和石家庄市爱国主义教育基地。内有甲鱼养殖基地、水族馆以及其他一些人造景观，是一处包括农业养殖参观，自然景观游览，水上项目，人造景观的综合性景区。

## 发展历史
范海庭，原为平山县农民，1983年开始养鳖，并发明了塑料大棚养鳖技术，逐步发展建立了北方最大的甲鱼养殖基地。之后投资建设了万吨巨龟，华夏历史园林等景观，逐步开始发展旅游业。

## 主要景观
- 甲鱼养殖
- 万吨巨龟
- 华夏历史园林
- 湖心湖游乐场
- 巨龟苑海世界
- 千米画廊九九碑林
- 水果花卉院
- 森林湖泊湿地